# Rue des Carmes (Reims)
Pour les articles homonymes, voir Rue des Carmes.
La rue des Carmes est une rue de la commune de Reims, dans le département de la Marne, en région Grand Est.

## Situation et accès
La rue des Carmes est comprise entre la rue du Barbâtre et la rue Gambetta. La rue appartient administrativement au Quartier Barbâtre - Saint-Remi - Verrerie.

## Origine du nom
Cette rue trouve son nom dans le couvent des Carmes qui se trouvait sur la droite de la rue, en descendant du Barbâtre.

## Historique
Ces religieux vinrent à Reims en 1292. Expulsés, ils revinrent vers 1325, construisirent un oratoire sur un terrain que leur donnèrent les religieuses de Saint-Pierre. La rue aurait été ouverte, en 1384 qui se serait d’abord appelée rue de Moronvillers, lors de la reconstruction du couvent et de l’église. À la Révolution, l’église fut rasée. Après la Révolution, les bâtiments furent prêtés par la Ville aux Frères des Écoles chrétiennes jusqu’en 1835, puis servirent de dépôt royal d’étalons, enfin, après 1848, de caserne. Après réparations et édification de nouveaux bâtiments, les locaux furent occupés par les Carmélites.

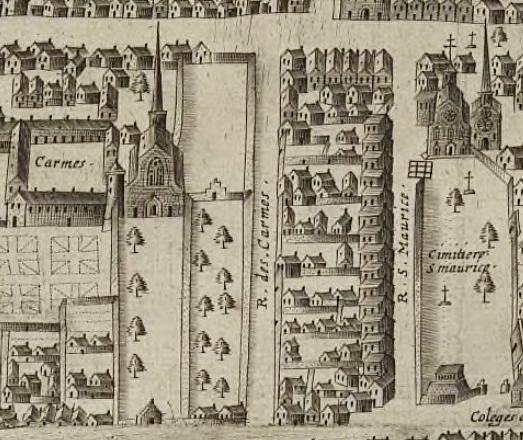
Rue des Carmes Source gallica.bnf.fr BnF

## Bâtiments remarquables et lieux de mémoire
- maison n°9 rue des Carmes, de l’architecte Chevallier & Lusso, bâtie en 1923,
- A l'angle de la rue des Carmes et rue barbâtre : Fontaine des Carmes.